# Exorista ebneri
Exorista ebneri är en tvåvingeart som först beskrevs av Villeneuve 1922.  Exorista ebneri ingår i släktet Exorista och familjen parasitflugor. Inga underarter finns listade i Catalogue of Life.